# Kyla Richey
Kyla Richey est une joueuse de volley-ball canadienne née le 20 juin 1989 à Langley (Colombie-Britannique). Elle mesure 1,88 m et joue au poste de réceptionneuse-attaquante. Elle totalise 144 sélections en équipe du Canada.

## Biographie
Elle est en couple avec Rudy Verhoeff et le couple va devenir des vignerons au Canada.

## Clubs
| Club                           | De        | À         |
| ------------------------------ | --------- | --------- |
| University of British Columbia | 2007-2008 | 2011-2012 |
| SC Potsdam                     | jan 2013  | mai 2013  |
| Yeşilyurt İstanbul             | 2013-2014 | 2013-2014 |
| Tiboni Urbino                  | 2014-2015 | 2014-2015 |
| Rote Raben Vilsbiburg          | jan 2015  | mai 2015  |
| Azəryol VK                     | 2015-2016 | 2015-2016 |
| Panathinaikos Athènes          | 2016-2017 | 2016-2017 |
| Jakarta Pertamina Energi       | 2017-2018 | 2017-2018 |
| Universidad de San Martín      | 2018-2019 | 2018-2019 |
| Indias de Mayagüez             | jan 2020  | …         |

## Palmarès
- Championnat du Pérou
  - Vainqueur : 2018-19.